# Paracanthomysis shikotaniensis
Paracanthomysis shikotaniensis är en kräftdjursart som beskrevs av Petryashov 1983. Paracanthomysis shikotaniensis ingår i släktet Paracanthomysis och familjen Mysidae. Inga underarter finns listade i Catalogue of Life.